# حزقيال مالدونادو
حزقيال مالدونادو (بالإسبانية: Juan Maldonado)‏ هو فيلسوف إسباني، ولد في 1533 في غانديا في إسبانيا، وتوفي في 5 يناير 1583 في سلامنكا في إسبانيا.